# Dick ter Hark
Dick ter Hark (Zwolle, 23 maart 1954) is een Nederlands journalist en tot 1 juni 2013 in dienst als nieuwslezer bij het NOS Journaal (radio). Zijn laatste uitzending was op 2 mei 2013. Voor zijn aanstelling bij de NOS was hij als nieuwslezer/redacteur verbonden aan de Radionieuwsdienst van het ANP. Daarvoor was hij voorlichter bij het Provinciaal Bestuur van Gelderland en de gemeente Deventer. Tot 1999 was Ter Hark hoofdredacteur van de Stadsomroep Arnhem.
Van eind 2015 tot 2016 was Dick ter Hark weer als hoofdredacteur verbonden aan RTV Arnhem en presenteerde hij als vrijwilliger op woensdag en vrijdag van 12 tot 13 uur het actualiteitenprogramma Arnhem Actueel op de zender. Nadat hij in december 2016 in De Gelderlander zijn beklag deed over de gang van zaken binnen deze lokale omroep, is hij in januari 2017 ontslagen door het omroepbestuur.
Sinds 2018 is Ter Hark nieuwslezer van Het Radionieuws (op o.a. de internetzender 192 Radio ).